# Slaget ved Alam el Halfa
Slaget ved Alam el Halfa stod fra den 30. august til den 6. september 1942 syd for el-Alamein under Ørkenkrigen i 2. Verdenskrig. Panzer Armee Afrika, en tysk-italiensk styrke under ledelse af Erwin Rommel ("ørkenræven"), forsøgte at omgå den britiske 8. armé under ledelse af Bernard Montgomery. I den sidste store akseoffensiv i Ørkenkrigen havde Rommel planlagt at besejre den britiske 8. arme inden allierede forstærkninger gjorde en sejr i Afrika umulig for Aksemagterne.
Montgomery var advaret om Rommels hensigter af såkaldte ULTRA efterretninger, og han efterlod med vilje et hul i sydfronten, da han vidste, at Rommel planlagde at angribe der, og placerede hovedparten af sine kampvogne og artilleri omkring Alam el Halfa højderyggen 30 km bag fronten. Som led i en ny taktik blev kampvognene anvendt i en anti-tank rolle og blev i deres stillinger på højderyggen i stedet for at køre ud i åbent terræn og blive ødelagt, som det tidligere var sket.
Da hans forsyningssituation var prekær, og da angrebene på højderyggen var slået fejl, beordrede Rommel en tilbagetrækning. Montgomery udnyttede ikke sin defensive sejr og besluttede i stedet at konsolidere sine styrker til det Andet slag om el-Alamein. Dog blev den 2. newzealandske division sendt frem mod italienske stillinger, men led store tab.

## Rommels plan
Efter at Rommels angreb i det Første slag om el-Alamein var slået fejl havde han ikke opgivet håbet om at besejre den britiske 8. Arme. Hans forsyningssituation var imidlertid særdeles anstrengt, da britiske fly fra Malta til stadighed angreb aksemagternes skibe mellem Italien og Libyen. Hertil kom at forsyningerne måtte køres 1.300 km fra Benghazi eller 2.000 km fra Tripoli med lastbil. Det tyske efterretningsvæsen havde også advaret ham om, at en allieret konvoj på 100.000 tons var på vej med nye køretøjer til de allierede i Ægypten. Da han var klar over at tiden arbejdede imod ham, og at ankomsten af forstærkninger til briterne ville forrykke balancen til deres fordel, besluttede han at angribe.
Fronten ved el-Alamein var ikke så bred, som ved andre slag i ørkenen, og ethvert kampvognsangreb måtte sættes ind mellem Middelhavet i nord og Qattara-sænkningen i syd, da den ikke kunne passeres af kampvogne. De britiske forsvarsstillinger var ganske stærke, men Rommel troede, at de havde et svagt punkt. Den sydlige sektor mellem Munassib og Qaret El Himeimat var kun let forsvaret, og Rommel troede, at der kun var få miner. 
Mod nord lod Rommel de italienske infanteridivisioner med støtte fra Ramcke faldskærmsbrigaden og den tyske 164. infanteridivision gennemføre en demonstration mod fronten i et forsøg på at binde de britiske forsvarere, mens Rommels hovedangreb skar gennem den sydlige sektor og derefter drejede mod nord i et skarpt venstresving mod de allieredes forsyningslinjer.
. Herefter var det håbet, at de fleste allierede enheder blev omringet og nedkæmpet. Med karakteristisk optimisme var Rommels endelige mål besættelsen af Ægypten og især Suezkanalen..
Dette hovedangreb ville blive gennemført med hans tyske enheder: den 15. og den 21. tyske panserdivision ledsaget af den 90. lette infanteridivision. Til at beskytte flankerne havde han tre divisioner af det 20. motoriserede italienske korps Corpo d'Armata under ledelse af general De Stefanis.

## Det allierede forsvar
Den 13. august var kommandoen over den britiske 8. arme overgået til generalløjtnant Montgomery. De britiske aflytningscentraler havde ventet et angreb fra aksestyrkerne, og den tidligere leder af 8. arme, general Claude Auchinleck, havde forberedt planer om, hvad man skulle gøre i form af forsvarsstillinger ved Alexandria og Cairo, hvis aksestyrkerne brød igennem. Efter at have besøgt frontlinjen gav Montgomery ordre til at alle disse planer blev skrottet og understregede, at han havde til hensigt at holde stillingen omkring el-Alamein for enhver pris.
I den nordlige sektor (nogenlunde fra Ruweisat-højderyggen og til kysten) lå 30. Korps forstærket med 9. australske division og 5. indiske division bag flere minefelter.
Den 2. newzealandske division var placeret på en 8 km lang sektor af fronten syd for Ruweisat. Dette området blev kaldt New Zealand Box og var den nordlige ende af 13. Korps sektor. I erkendelse af, at den konturløse sydlige sektor ville blive meget vanskelig at forsvare mod et beslutsomt kampvognsangreb, besluttede Montgomery at de 25 km fra New Zealand Box til Qattara kun skulle være let forsvaret og opmuntre Rommel til at angribe her. Området blev kraftigt mineret, og der blev rullet pigtråd ud, mens en motoriseret brigade og en let pansret brigade fra 7. pansrede division dækkede minefelterne. Men de skulle trække sig tilbage, når det blev nødvendigt.
Angriberne skulle først støde på hovedforsvarslinjen, når de drejede nordpå og nærmede sig Alam El Halfa højderyggen et pænt stykke bag 8. Armes front. Her valgte Montgomery at nedgrave hovedparten af de middeltunge og tunge kampvogne i 22. pansrede brigade og anti-tank-enheder og
afvente aksestyrkernes angreb. Bag de britiske kampvogne lå der to brigader af 44. division og store mængder artilleri.
10. pansrede division var genudrustet ved Nildeltaet med nye General Grant kampvogne med den effektive 75 mm kanon og ville blive ført frem til Alam El Halfa stillingen, når den var klar. Det meste af den 8. britiske pansrede brigade ankom den 30. august og tog opstilling til venstre for 22. pansrede brigade, mens den 23. pansrede brigade fyldte hullet på deres højre side sent den 1. september.

## Angrebet
Angrebet begyndte om natten den 30. august og drog fordel af fuldmåne. Fra begyndelsen gik det skævt for Rommel. RAF opdagede aksestyrkernes koncentration af køretøjer og gennemførte adskillige luftangreb mod dem. Fairey Albacore-fly fra Royal Navy kastede lysbomber for at oplyse målene for Vickers Wellington bombeflyene og for artilleriet. Hertil kom at de minefelter, som tyskerne troede var smalle, viste sig at være brede. De britiske enheder, der beskyttede minefelterne, bestod af to brigader fra 7. pansrede division (7. motoriserede og 4. pansrede brigade), der havde ordre til at gøre mest mulig skade på fjenden, inden de trak sig tilbage. Aksestyrkernes tab begyndte at vokse. De omfattede general Walter Nehring, som blev såret i et luftangreb, og general Georg von Bismarck, chefen for 21. panserdivision, som blev dræbt af en mortergranat.
Trods disse vanskeligheder brød Rommels styrker gennem de allieredes linjer omkring middag dagen efter, og de britiske enheder havde klogelig trukket sig tilbage. Forsinkelsen betød at Rommels Afrika Korps var ved at løbe tør for benzin. Det og de stadige angreb i flanken fra 7. pansrede division tvang dem til at dreje mod nord ind i Montgomerys flanke, tidligere end de havde planlagt, og de løb direkte ind i de forberedte stillinger på Alam el Halfa. Dem nåede de første kampvogne samme aften. De allierede enheder, der forsvarede højderyggen var den britiske 22. pansrede brigade med 92 Grant kampvogne og 74 lette tanks og støttet af antitank enheder med 6 punds kanoner samt artilleriet fra 44. britiske og 2. newzealandske division.
Da panserdivisionerne nærmede sig højderyggen indledte de tyske Panzer IV F2 kampvogne beskydningen på lang afstand og ødelagde adskillige britiske kampvogne. De britiske
kampvogne var hæmmet af, at deres store kanoner var monteret i siden af kampvognen, så de ikke kunne graves så langt ned i terrænet, som hvis de havde været monteret i tårnet. Det gjorde dem mere udsatte for fjendtlig ild. Da tyskerne kom indenfor rækkevidde, blev de udsat for beskydning fra såvel kampvogne som artilleri og led svære tab. Et forsøg på at omgå den britiske styrke i flanken blev afværget ved ild fra anti-tank kanoner, og da natten begyndte at falde på, blev de tyske kampvogne trukket tilbage. Under kampen mistede tyskerne 22 kampvogne, mens briterne mistede 21..
Natten bragte ingen lettelse for aksestyrkerne, da Albacore og Wellington bombeflyene vendte tilbage og angreb aksestyrkernes forsyningslinjer. Det øgede Rommels forsyningsproblemer, at de allierede havde sænket over halvdelen af de 5.000 tons benzin Mussolini og Kesselring havde lovet at sende. Som følge heraf blev operationerne den 1. september begrænset til et angreb fra 15. panserdivision. Dens angreb blev indledt ved daggry, men blev hurtigt stoppet af et angreb i flanken fra 8. pansrede brigade. Tyskerne led ikke større tab, da briterne havde ordre til at passe på deres tanks til den kommende offensiv, men de kunne hverken komme frem eller tilbage i den anden del af fronten og blev udsat for kraftig beskydning.
Luftangrebene fortsatte dag og nat, og om morgenen den 2. erkendte Rommel, at hans offensiv var kørt fast, og han kun kunne forøge sine tab ved at blive i frontfremspringet, så han besluttede at trække sig tilbage.

## Rommel trækker sig tilbage
I en meddelelse til OKW begrundede Rommel sin beslutning om at opgive offensiven med mangel på brændstof, de allieredes herredømme i luften og at han havde mistet overraskelsesmomentet. Den 2. september fortsatte situationen for aksestyrkerne. Panserbiler fra 4/8th Hussars (fra 4. pansrede brigade) brød ind i aksestyrkernes forsyningskolonne nær Himeimat og angreb en gruppe på 300 lastbiler, hvoraf 57 blev ødelagt. Som følge heraf måtte italienske panserenheder beskytte forsyningslinjerne og forebygge yderligere angreb.
Den 2. september var stille for begge sider, bortset fra i luften hvor Desert Air Force fløj 167 bombe- og 501 jagermissioner
Montgomery blev klar over, at Afrika Korpset var på vej tilbage. Han opstillede en offensiv plan for 7. pansrede og 2. newzealandske division stadig under den forudsætning, at han ikke måtte udsætte sig for tab, som kunne bringe senere offensiver i fare.
Mens 7. pansrede divisions operationer aldrig blev til mere end generende raids, var det newzealandske angreb mere alvorligt. Det omfattede den erfarne 5. newzealandske brigade og den nye 132. brigade med støtte fra kampvogne, som angreb i sydlig retning over Afrika Korpsets forsyningslinjer for at isolerede dem øst for de allierede. Angrebet, der fik navnet Operation Beresford, blev indledt kl. 22.30 den 3. september. Angrebet fra 5. newzealandske brigade forårsagede store tab på de italienske forsvarere, og newzealænderne slog modangreb fra aksestyrkerne tilbage næste morgen. Angrebet fra 132. brigade var derimod noget rod: Valentine kampvognene fra 46. Royal Tank Regiment for vild i mørket og havnede i et minefelt, hvor 12 af dem blev ødelagt. Den 90. lette tyske division gav 132. brigade en hård medfart, og den led et tab på 697 udover newzealændernes 275 uden at kunne forhindre at Rommel slap væk.
En anden udlægning af nattens kamp var generalløjtnant Fritz Bayerleins. Det bør bemærkes, at 10. indiske division var på Cypern. Stillingen nord for den newzealandske division blev holdt af 5. indiske infanteridivision (den blev afløst af den 4. indiske infanteridivision den 9. september):
| Citat                           | Et angreb fra vores luftvåben mod 10. indiske division [sic], som var i et opmarchområde til et modangreb mod centrum af fronten, fik enhederne der til at spredes for vinden. Alle de øvrige angreb, som blev indledt mod vore flanker - især newzealændernes - var for svage til at bryde igennem og kunne afvises. Et natligt angreb mod det 10. italienske korps førte til særligt store tab for briterne. Utallige døde fjender lå på slagmarken, og der blev taget 200 fanger, heriblandt general Clifton, som havde kommandoen over 6. newzealandske brigade. | Citat |
| Generalleutnant Fritz Bayerlein | |       |

Efter denne fiasko mod general Enrico Frattinis 185. Folgore-faldskærmsdivision og dele af "Ariete"-divisionen, der dækkede den tyske tilbagetrækning, besluttede Montgomery at afstå fra flere angreb. Afrikakorpset fik lov til at trække sig tilbage, men blev dog fortsat generet af Desert Air Force, som gennemførte 957 missioner på 24 timer. Den 5. var akseenhederne næsten tilbage ved deres udgangsstillinger og slaget var ovre.

## Efterspil og tab
Under dette slag led de allierede tab på 1.750 mod 2.930 til aksestyrkerne. De allierede mistede flere kampvogne end aksestyrkerne, men for første gang i dette felttog var der ikke noget stort misforhold i tabstallene. De konstante angreb fra RAF kostede Panzerarmee Afrika mange transportkøretøjer.
Det var den sidste store offensiv fra aksestyrkerne i Nordafrika. I sidste ende var det overlegen ildkraft og herredømmet i luften, som bragte de allierede sejren.
Der har været kritik af Montgomerys ledelse under slaget, især at han valgte at undgå tab, som forhindrede de britiske kampvognsenheder i at nedkæmpe Afrika Korpset, da det lå mellem minefelterne og Alam Halfa. Friedrich von Mellenthin beskriver i Panzerschlachten et dramatisk billede af panserdivisioner, som må stå stille på grund af benzinmangel, konstant er under bombardement fra luften og afventer et britisk angreb.
Montgomerys svar var at pege på, at 8. arme var i færd med at blive genopstillet, at der ankom nye utrænede enheder og at hæren ikke var klar til at gå i offensiven. Hertil kom, at Montgomery ikke ønskede at hans kampvogne skulle ødelægges af Rommels anti-tank kanoner, hvad der ofte var sket og overlade initiativet til aksestyrkerne. Rent faktisk klagede Rommel til Kesselring: "Svinet angriber ikke!"

Ved at undlade at udnytte sin sejr kunne Montgomery spare sine styrker til den afgørende offensiv, der blev kendt som Andet slag om el-Alamein.

## Fodnoter
1. 1 2 3 4 5 6 7 8  Watson (2007), p. 14
2. ↑  Buffetaut pp.90-91
3. ↑  Carver p.48
4. ↑  Fraser p.351
5. ↑  Watson p.12
6. 1 2  Fraser pp.355-257
7. ↑  Carver p.49
8. ↑  Watson p.10
9. ↑  Fraser p.354
10. ↑  Fraser pp.354-355
11. ↑  Walker, Ronald p. 45
12. 1 2  "Roberts and Bayerlein". Arkiveret fra originalen 21. oktober 2007. Hentet 24. december 2008.
13. ↑  Watson p.13
14. ↑  Fraser p.358
15. ↑  Carver p.58
16. ↑  Carver p.62
17. ↑  Lightbody, Bradley (2004). The Second World War:Ambitions to Nemesis. Routledge. s. 290 pages. ISBN 0415224047., p. 142
18. ↑  Fraser p.359
19. 1 2  Carver p.67
20. ↑  Barr.N, Pendulum of War: The Three Battles of Alamein, (2005), pp.245-246.
21. ↑  Carver p.70; Playfair.I.S.O, Mediterranean, vol.iii, p.389
22. ↑  Buffetaut p. 90
23. ↑  Carver p.181
24. ↑  Walker, Ronald p. 180
25. ↑  Fraser p.360

## Eksterne links
- BBC-WW2-People's War-Timeline-Battle of Alam Halfa